# Meca (Alenquer)
Meca ist eine Gemeinde (Freguesia) im portugiesischen Kreis Alenquer. In ihr leben 1617 Einwohner (Stand 19. April 2021).